# Jeremy Jordan (cantante)
Jeremy Jordan, pseudonimo di Donald Henson (Hammond, 19 settembre 1973), è un cantante e attore statunitense.

## Biografia
Nel 1993, Jeremy Jordan pubblica l'album Try My Love per la Giant Records, dal quale viene estratto il singolo The Right Kind Of Love che viene inserito nella colonna sonora del serial Beverly Hills 90210. Grazie a ciò The Right Kind Of Love ottiene un buon riscontro di vendite: quinto posto nella Billboard Hot 100 Airplay, quattordicesimo posto nella Billboard Hot 100, quarto posto nella Billboard Top 40 Mainstream e ventiduesimo posto nella Billboard Rhythmic Top 40. The Right Kind of Love viene certificato disco di platino per aver venduto oltre un milione di copie, mentre l'album Try My Love ed il secondo singolo estratto Wannagirl vengono certificati disco d'oro. Inoltre, i brani My Love Is Good Enough e Try My Love vengono inseriti nella colonna sonora del film Rollerblades: Sulle ali del vento.
Dal 1994, dopo aver pubblicato un album di remix per il mercato internazionale, Jeremy Jordan si è dedicato alla carriera di attore, comparendo in numerose produzioni cinematografiche, fra cui Mai stata baciata con Drew Barrymore, Via da Las Vegas con Nicolas Cage e Julian Po con Christian Slater. Nel 2009, Jordan ha pubblicato un nuovo singolo intitolato Forgotten People.

## Discografia
- 1993 - Try My Love
- 1993 - Jeremy The Remix